# Leichtathletik-Weltmeisterschaften 2019/Teilnehmer (Hongkong)
| Gelbes Symbol für Goldmedaillen mit stilisierten Olympischen Ringen | Graues Symbol für Silbermedaillen mit stilisierten Olympischen Ringen | Braundes Symbol für Bronzemedaillen mit stilisierten Olympischen Ringen |
| ------------------------------------------------------------------- | --------------------------------------------------------------------- | ----------------------------------------------------------------------- |
| —                                                                   | —                                                                     | —                                                                       |

Der Leichtathletikverband von Hongkong nahm an den Leichtathletik-Weltmeisterschaften 2019 in Doha teil. Ein Athletin wurde vom Verband aus Hongkong nominiert.

## Ergebnisse

### Frauen

#### Laufdisziplinen
| Athletin      | Disziplin   | Vorlauf | Vorlauf | Halbfinale | Halbfinale | Finale    | Finale |
| Athletin      | Disziplin   | Zeit    | Platz   | Zeit       | Platz      | Zeit      | Platz  |
| ------------- | ----------- | ------- | ------- | ---------- | ---------- | --------- | ------ |
| Ching Siu Nga | 20 km Gehen |         |         |            |            | 1:42:55 h | 30     |